# Professeur testeur
Professeur testeur est un épisode de la série télévisée d'animation Les Simpson. Il s'agit du onzième épisode de la vingt-neuvième saison et du 629e épisode de la série. Il est diffusé pour la première fois le 14 janvier 2018 aux États-Unis.

## Synopsis
La famille Simpson regarde un documentaire à la télévision présenté par Orson Welles sur Nostradamus et ses prédictions concernant le futur, dont une sur une possible troisième guerre mondiale. Mr Burns, qui le regarde également, est inquiet pour l'avenir de Springfield et décide de convoquer le groupe des surdoués de la ville. Il leur parle de son Arche de l'Apocalypse, un vaisseau spatial qui mènerait les esprits les plus brillants vers une autre planète. Pour les choisir parmi la population, les membres du groupe proposent un grand test de Q.I., mais le professeur Frink propose, lui, un test de Quotient des valeurs personnelles qu'il a mis au point et qui mesure d'autres valeurs que l'intelligence logique. Toute la ville est obligée de passer ce test.
En regardant les résultats sur 500 points, Marge et Homer sont satisfaits de leur score, mais Lisa, malgré ses 475 points, découvre que Ralph a un point de plus qu'elle. Elle ne comprend pas comment cela est possible, cela l'obsède et elle se met à suivre Ralph pour l'observer dans sa vie quotidienne. Quant à Bart, il arrive bon dernier au test avec un seul et unique point. Il dit qu'il s'en fiche, mais cela le déprime et lui enlève toute envie de faire des efforts. Marge ne peut supporter de voir son petit garçon malheureux et va voir le professeur Frink pour lui dire vertement ce qu'elle pense. Celui-ci vérifie la feuille du test de Bart et découvre qu'il s'agit en fait de celle d'Homer. Ce dernier a alors peur de devenir la risée de la ville.

## Réception
Lors de sa première diffusion l'épisode a attiré 8,04 millions de téléspectateurs.